# Кітано Цунетомі
Кітано Цунетомі (北野恒富, 5 або 28 травня 1880 — 20 травня 1947) — японський художник та гравер у жанрі укійо-е.

## Біографія
Народився в місті Канадзава, префектура Ішікава. Ім'я при народженні — Томітаро (富太郎). Третій син шідзоку Кітано Кадзаемона. З дитинства любив малювати, а у 1892-му році, закінчивши початкову школу, став учнем у майстра каліграфії та ксилографії Нішіда Сукетаро (西田助太郎).
У 1897-го року почав працювати у газеті «Хоккоку шімбун» (北國新聞), де познайомився з хоріші(майстром, що виготовляє дерев'яні блоки для укійо-е) на ім'я Накаяма Коматаро (中山駒太郎). У жовтні того ж року Кітано переїхав до Осаки, де спочатку працював під керівництвом скульптора Ісе Шьотаро (伊勢庄太郎), а з квітня 1898-го року вчився у Інано Тошіцуне (稲野年恒), учня Цукіока Йошітоші.
У цей час співпрацював з газетами  «Нова Японія» (新日本, Шін-ніхон) та «Осака шімбун» (大阪新), а також створив ілюстрації до кількох книг — романів Одзакі Койо та Косуґі Тенґай. Приблизно у цей період він познайомився з Каджіта Ханко, чия творчість справила на Кітано велике враження.
У 1901-му році він одружився з Фуджімура Ута (藤村歌), а у 1914-му заснував власну художню школу під назвою «Хакуйошя» (白耀社). Його учнями були Чіґуса Кітані, Шіма Сейен, Мацумото Кайо, Шії Хошіно, Ікута Качьоджьо, Хіґучі Томімаро та інші. Його син, Кітано Ієцу (北野以悦), також присвятив себе образотворчому мистецтву.
Кітано помер від серцевого нападу у своєму будинку в Осаці. Похований на території храму Рьосен-джі, Нара.